# ایستگاه راه‌آهن یاروسلافسکی مسکو
ایستگاه راه‌آهن یاروسلافسکی مسکو (روسی: Ярославский вокзал) یکی از ۹ ایستگاه اصلی راه‌آهن در شهر مسکو، روسیه است.
این ایستگاه که در سال ۱۸۶۲ تأسیس شده به خطوط راه‌آهن سراسری روسیه و کشو چین متصل است.

## نگارخانه

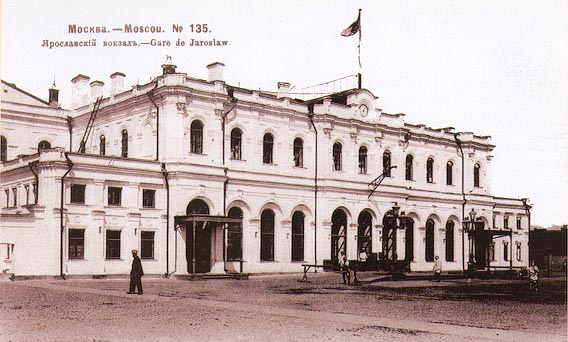
Historical view of the station (before 1902)
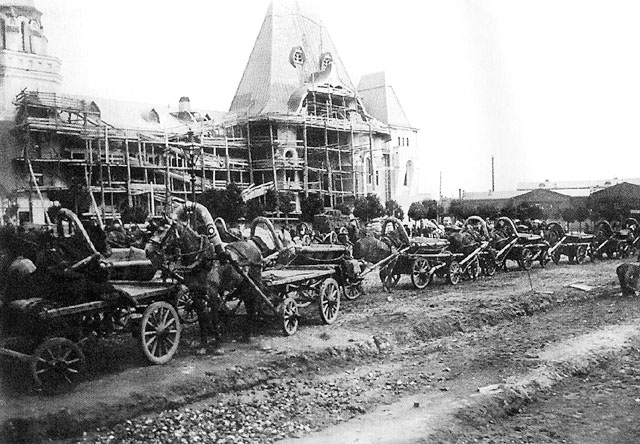
Construction of the new building (1903–1904)
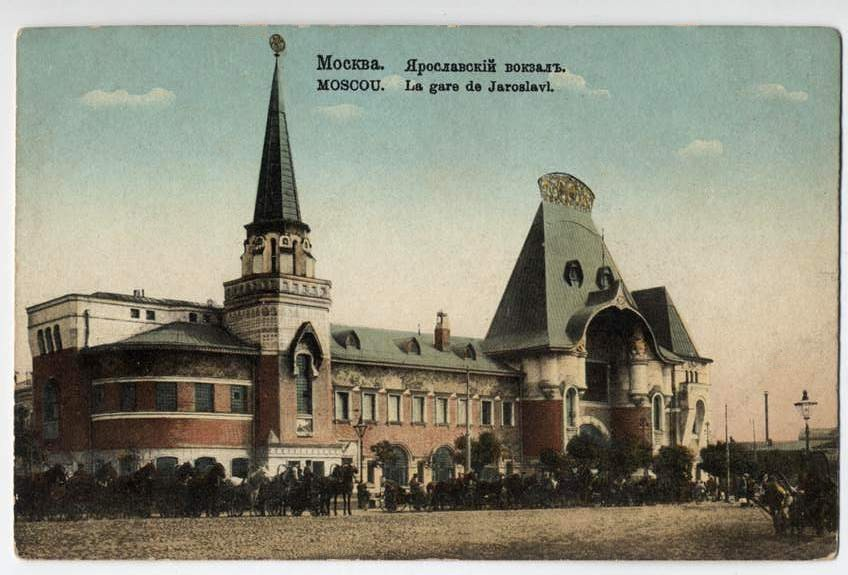
Historical view of the station (early 20th century)
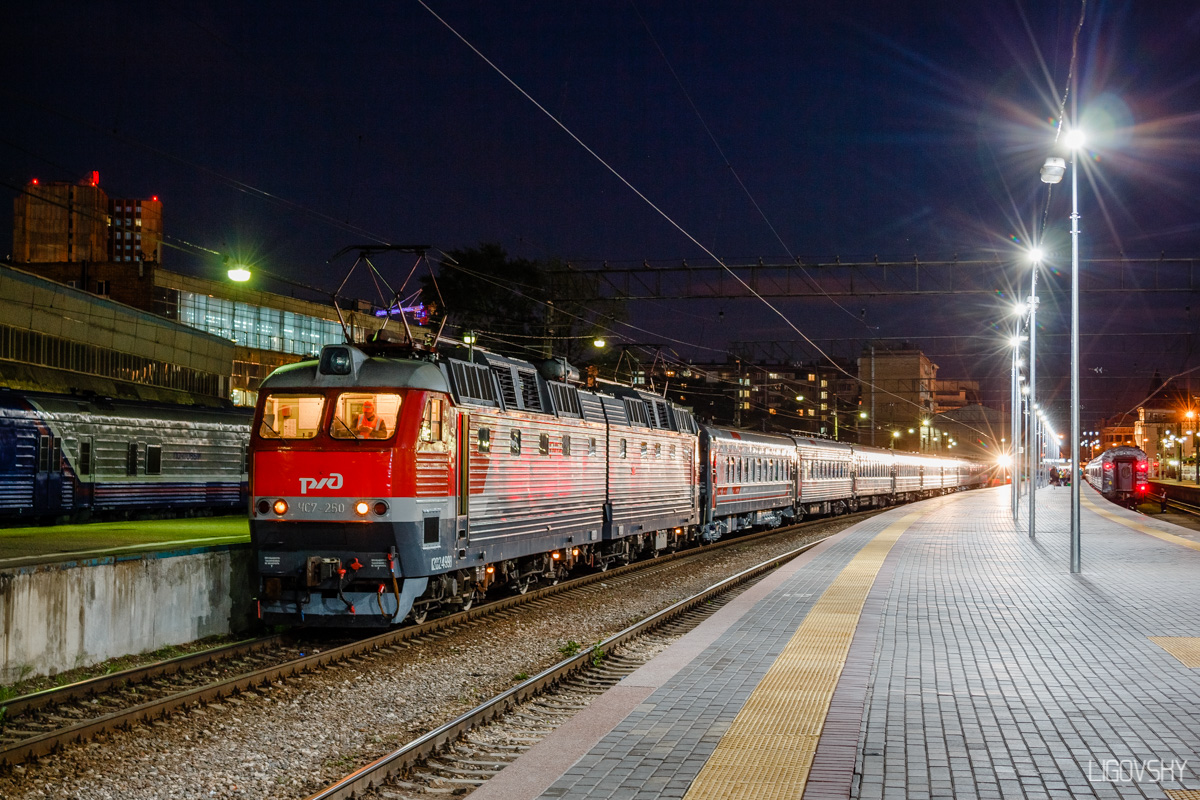
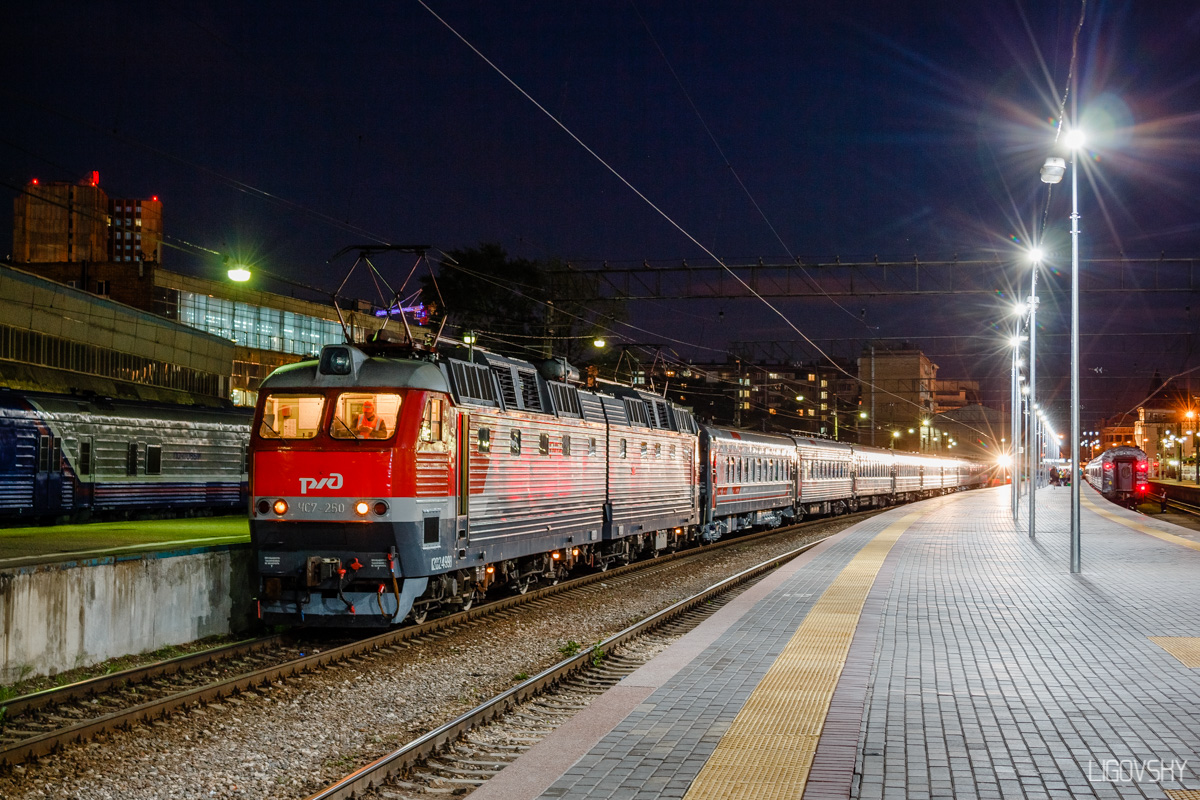
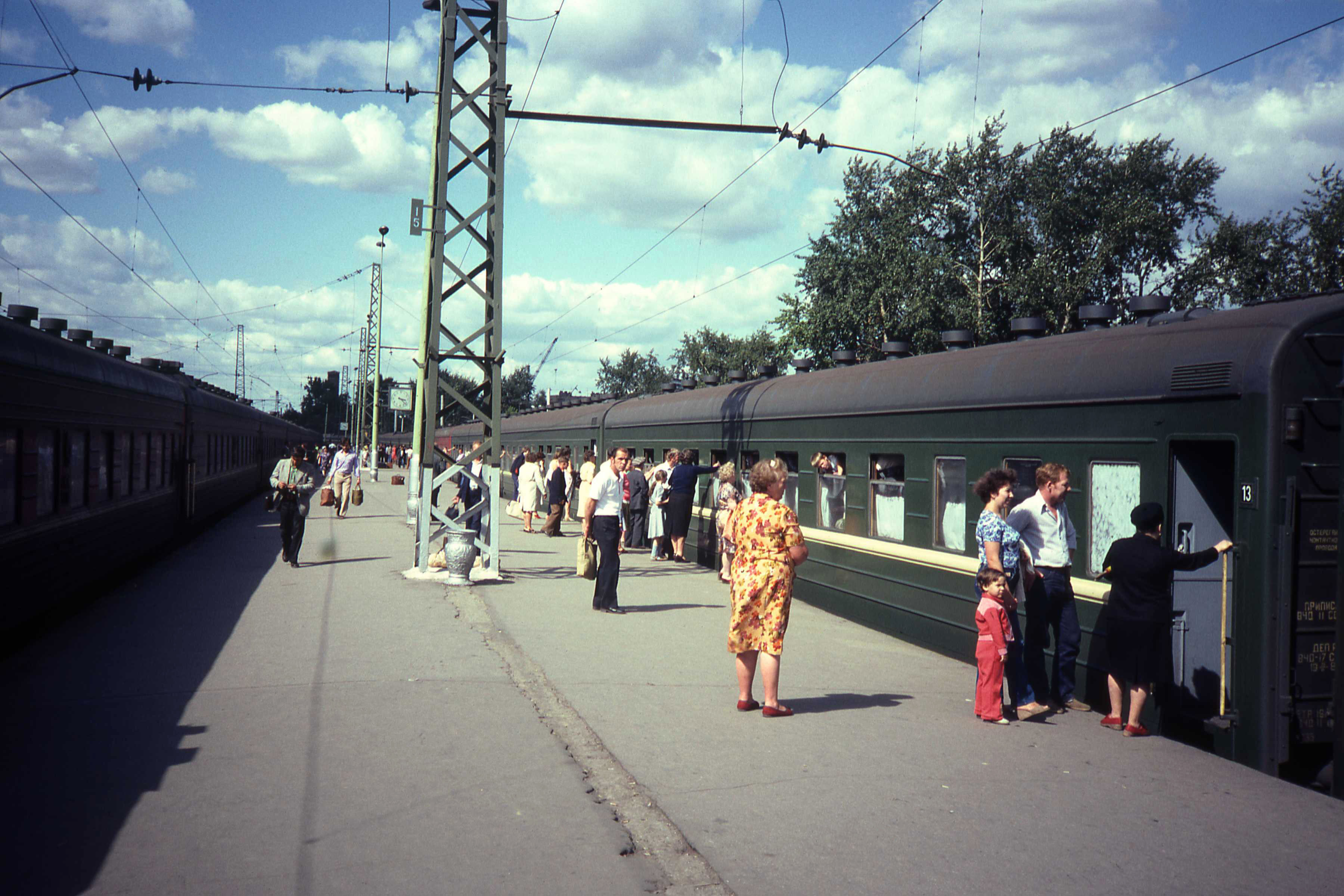